# Uniwersytet Południowej Kalifornii
Uniwersytet Południowej Kalifornii (ang. University of Southern California, USC) – uczelnia o statusie świeckiego uniwersytetu prywatnego, z siedzibą w Los Angeles w stanie Kalifornia, która powstała w 1880 roku. Obecnie USC kształci około 35 tysięcy studentów, w tym 17 tysięcy słuchaczy studiów licencjackich oraz 18 tysięcy magistrantów i doktorantów. Uczelnia zatrudnia około 11 tysięcy osób, w tym 4700 pracowników naukowych. Należy do najbardziej prestiżowych uniwersytetów amerykańskich.
Uniwersytet należy do Pacific-10 Conference. Jego drużyny sportowe występują jako USC Trojans. Uczelnia dysponuje halą sportową na ponad 10 tysięcy widzów (Galen Center). Jej zespół futbolu amerykańskiego rozgrywa swoje mecze na Los Angeles Memorial Coliseum (stadionie olimpijskim z lat 1932 i 1984). Jak dotąd 362 jej studentów i absolwentów wzięło udział w igrzyskach olimpijskich, zdobywając 112 złotych, 66 srebrnych i 58 brązowych medali.

## Znani absolwenci
- Neil Armstrong – astronauta, pierwszy człowiek na Księżycu
- Miranda Cosgrove – aktorka, piosenkarka
- Warren Christopher – polityk, sekretarz stanu USA w administracji Billa Clintona
- Chris DeWolfe – współtwórca portalu MySpace.com
- Will Ferrell – aktor i komik
- Frank Gehry – architekt
- Jerry Goldsmith – kompozytor
- Dexter Holland – muzyk zespołu The Offspring
- Marilyn Horne – śpiewaczka operowa
- James Horner – kompozytor
- George Lucas – reżyser i producent filmowy, twórca Gwiezdnych Wojen
- O.J. Mayo – koszykarz
- Pat Nixon – była pierwsza dama USA
- John Ritter – aktor i komik
- Gene Roddenberry – scenarzysta i producent filmowy i telewizyjny, twórca Star Trek
- Norman Schwarzkopf – wojskowy, dowódca operacji „Pustynna Burza”
- O.J. Simpson – futbolista i aktor
- Forest Whitaker – aktor i reżyser
- Scott Hoying - muzyk, influencer, współtwórca Pentatonix

## Galeria

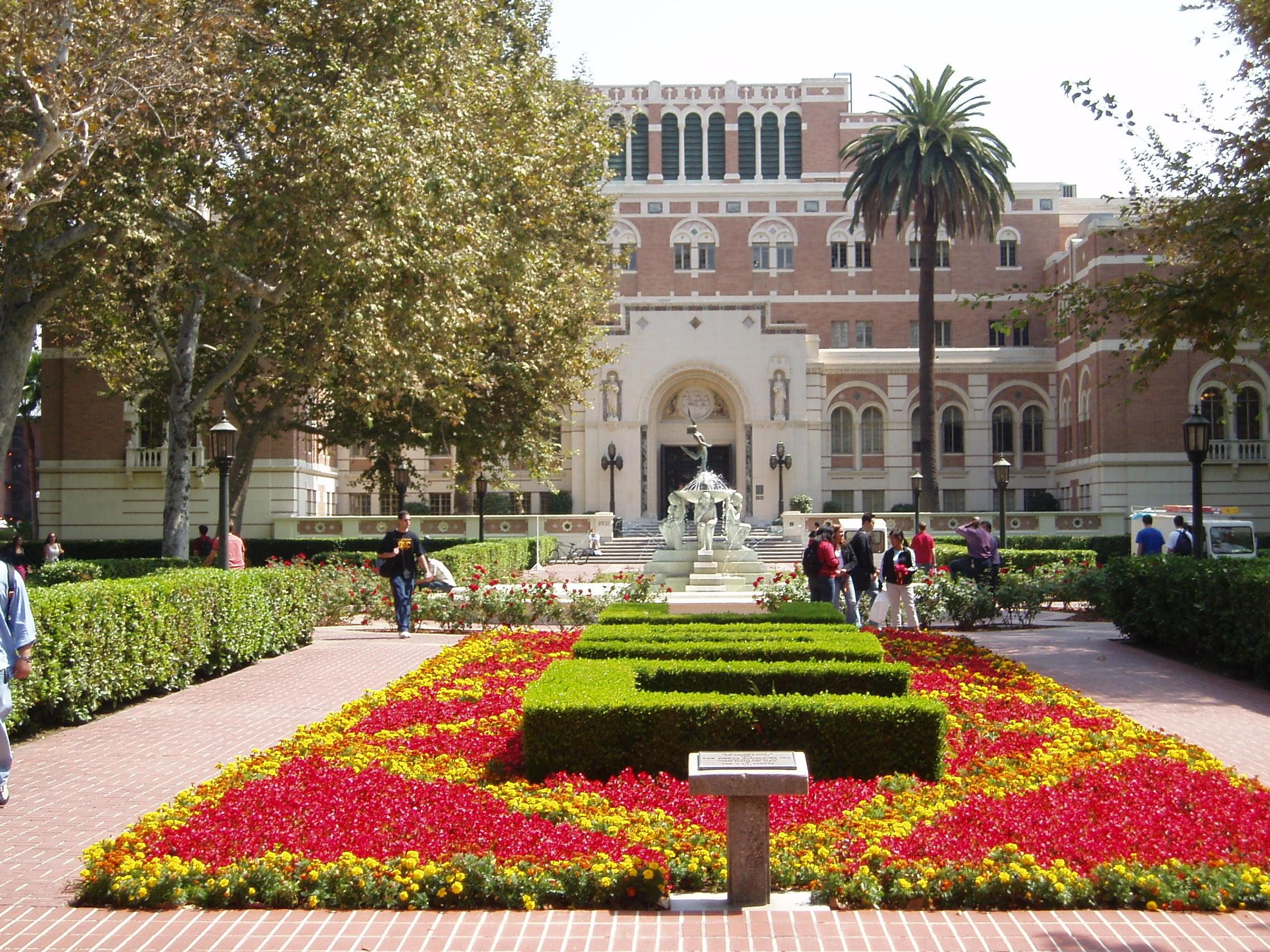
Biblioteka Doheny’ego
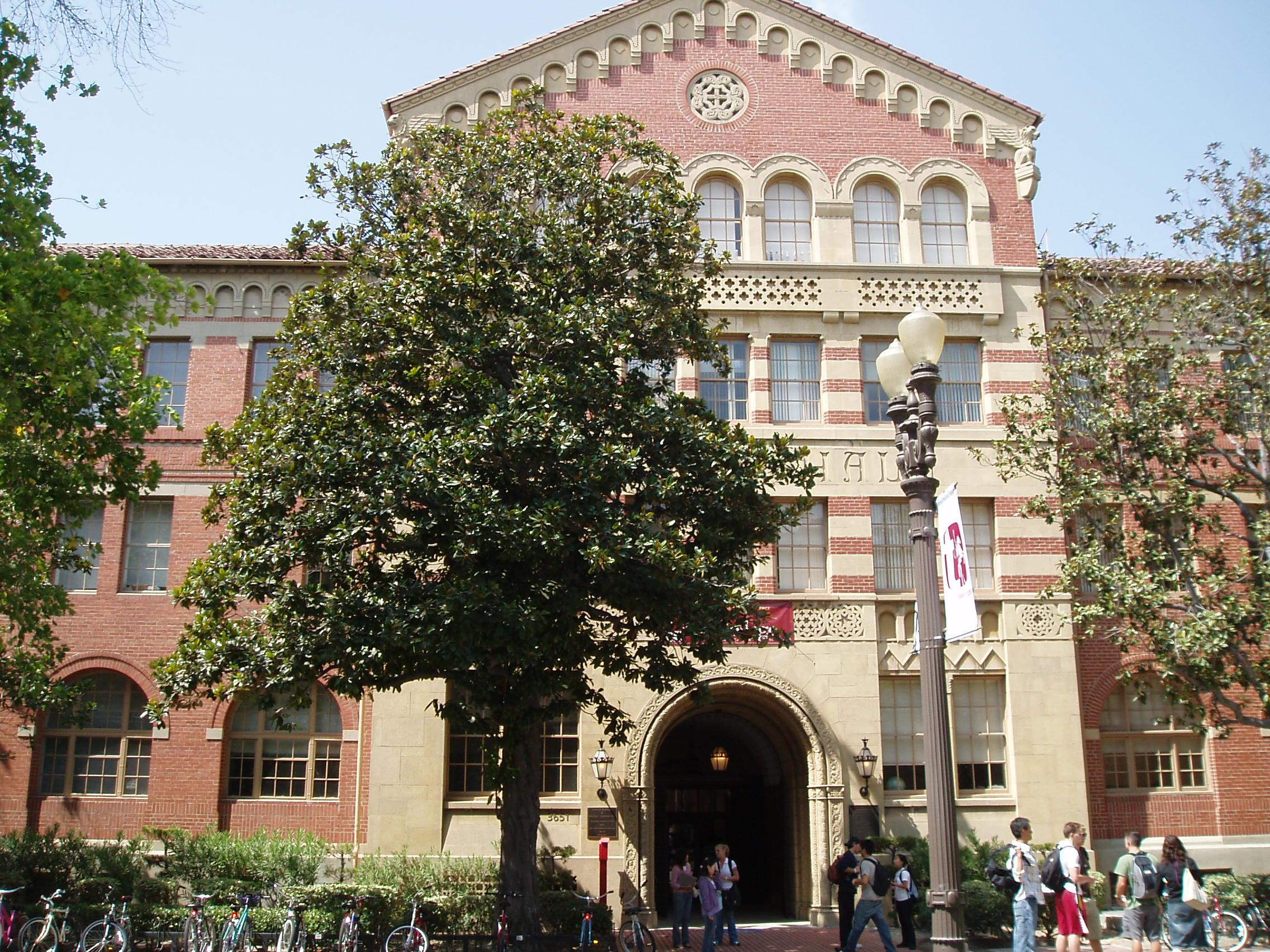
Zumberge Hall
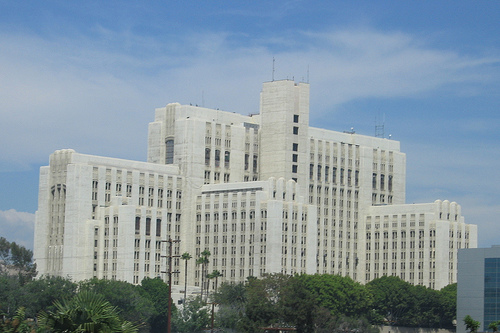
Gmach Centrum Medycznego
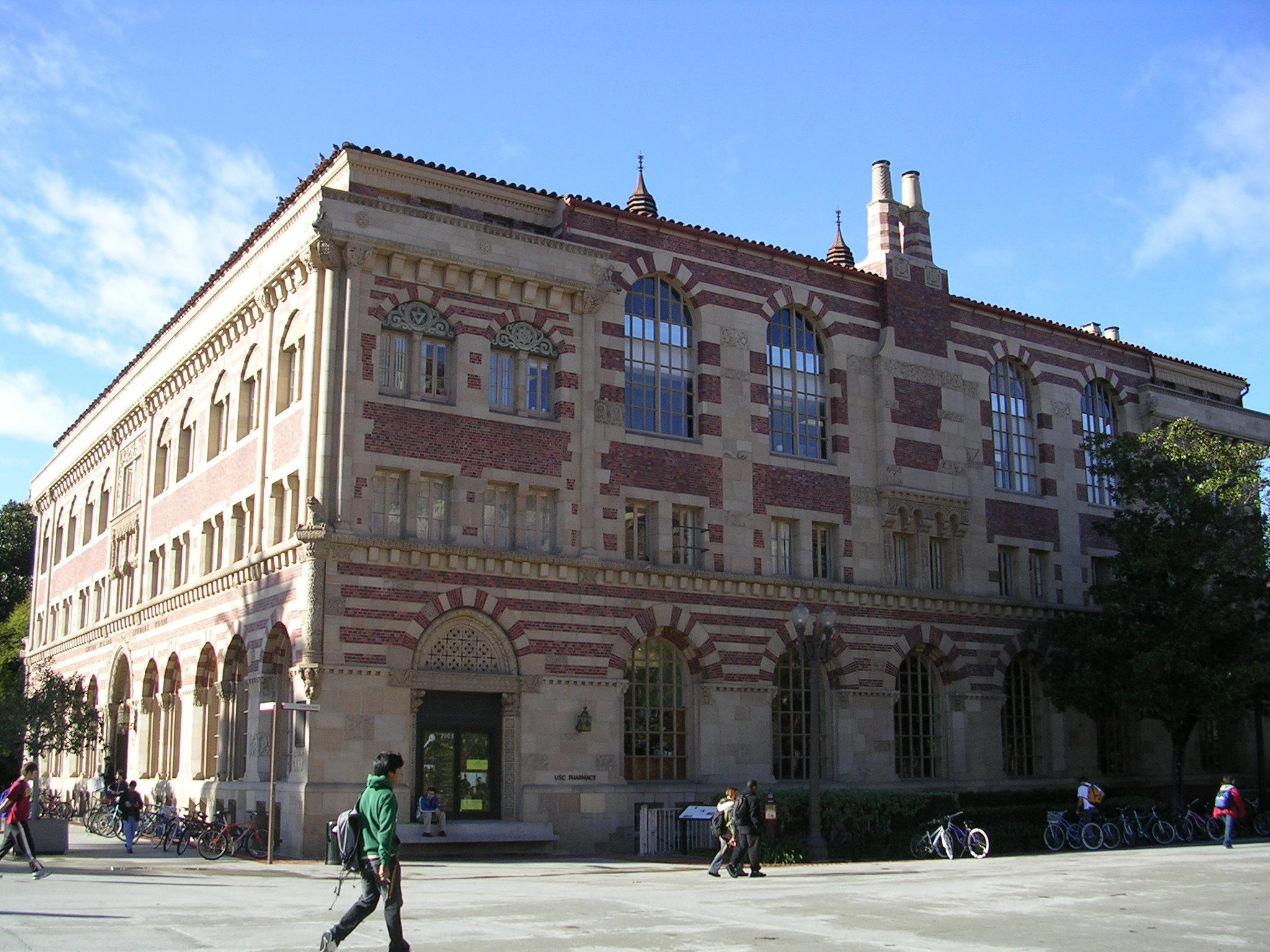
Gmach samorządu studenckiego
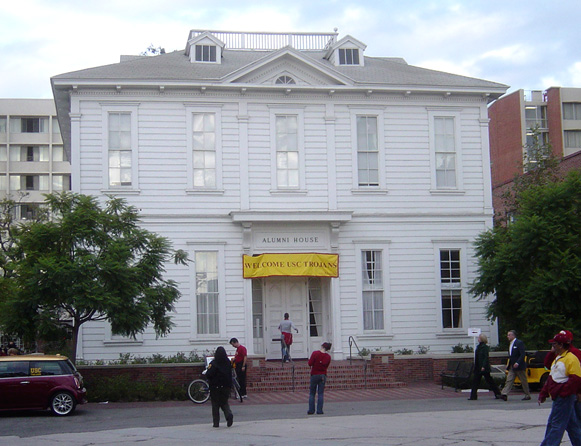
Budynek Absolwentów
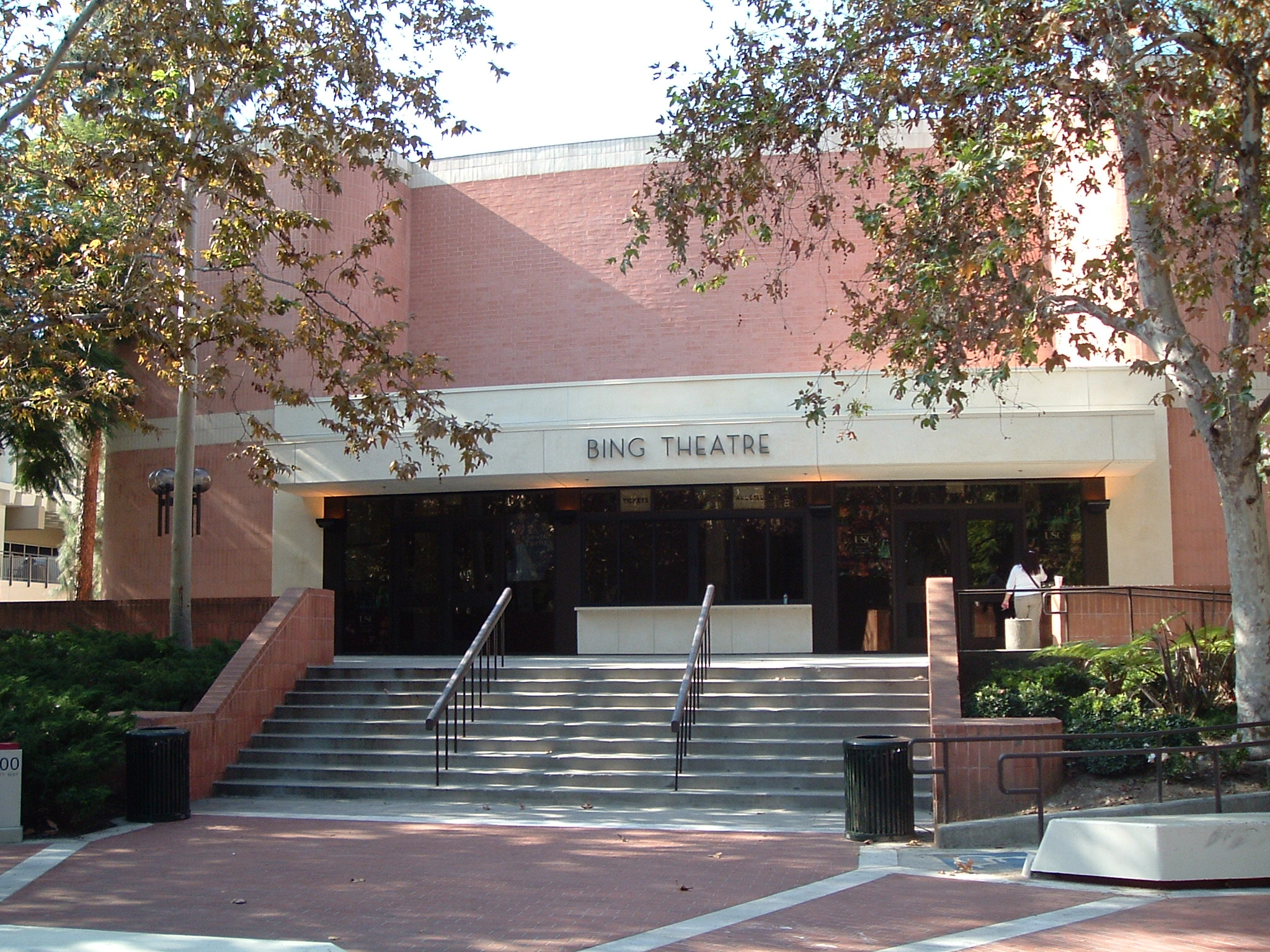
Teatr uniwersytecki
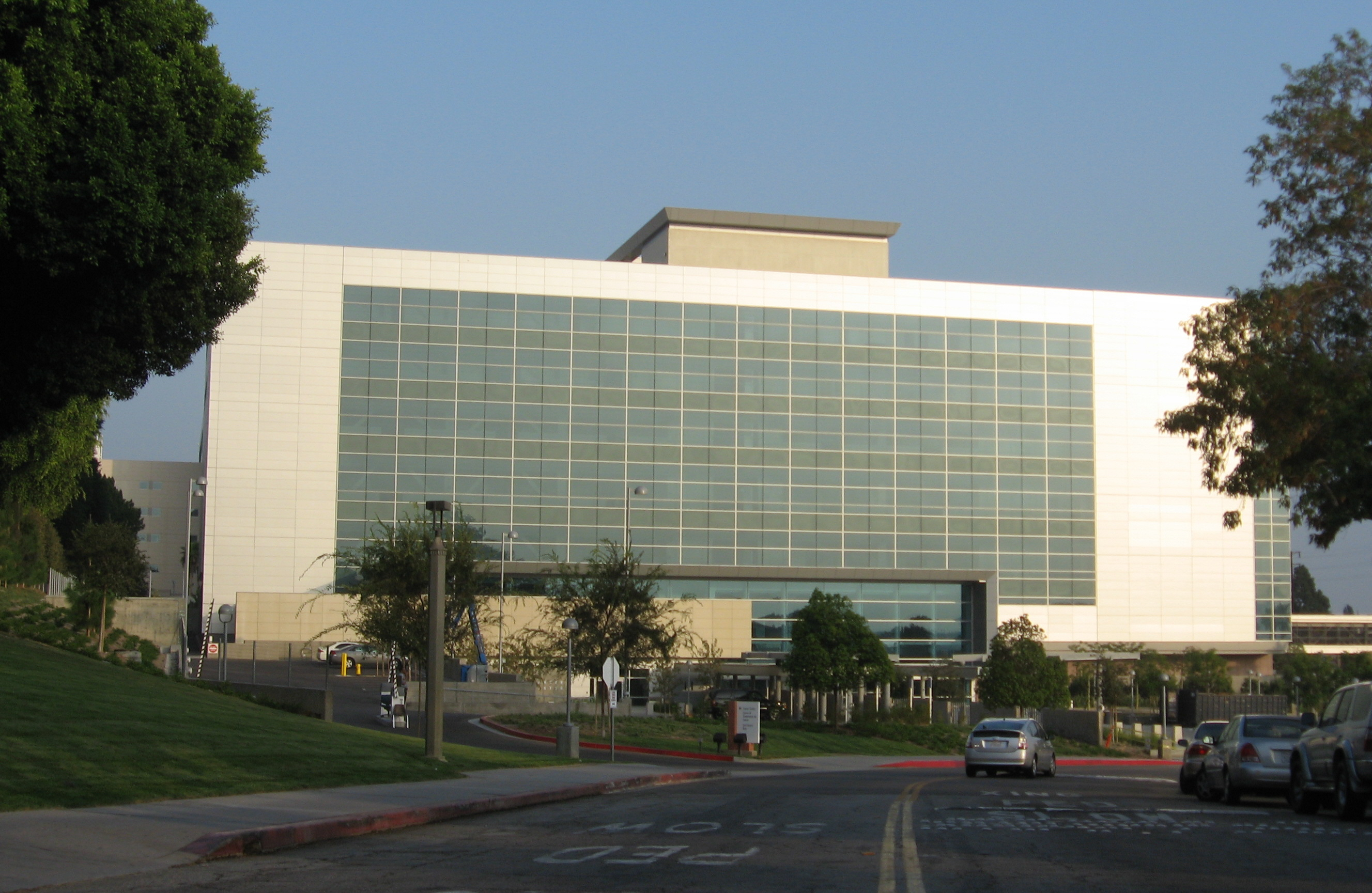
Nowy szpital uniwersytecki
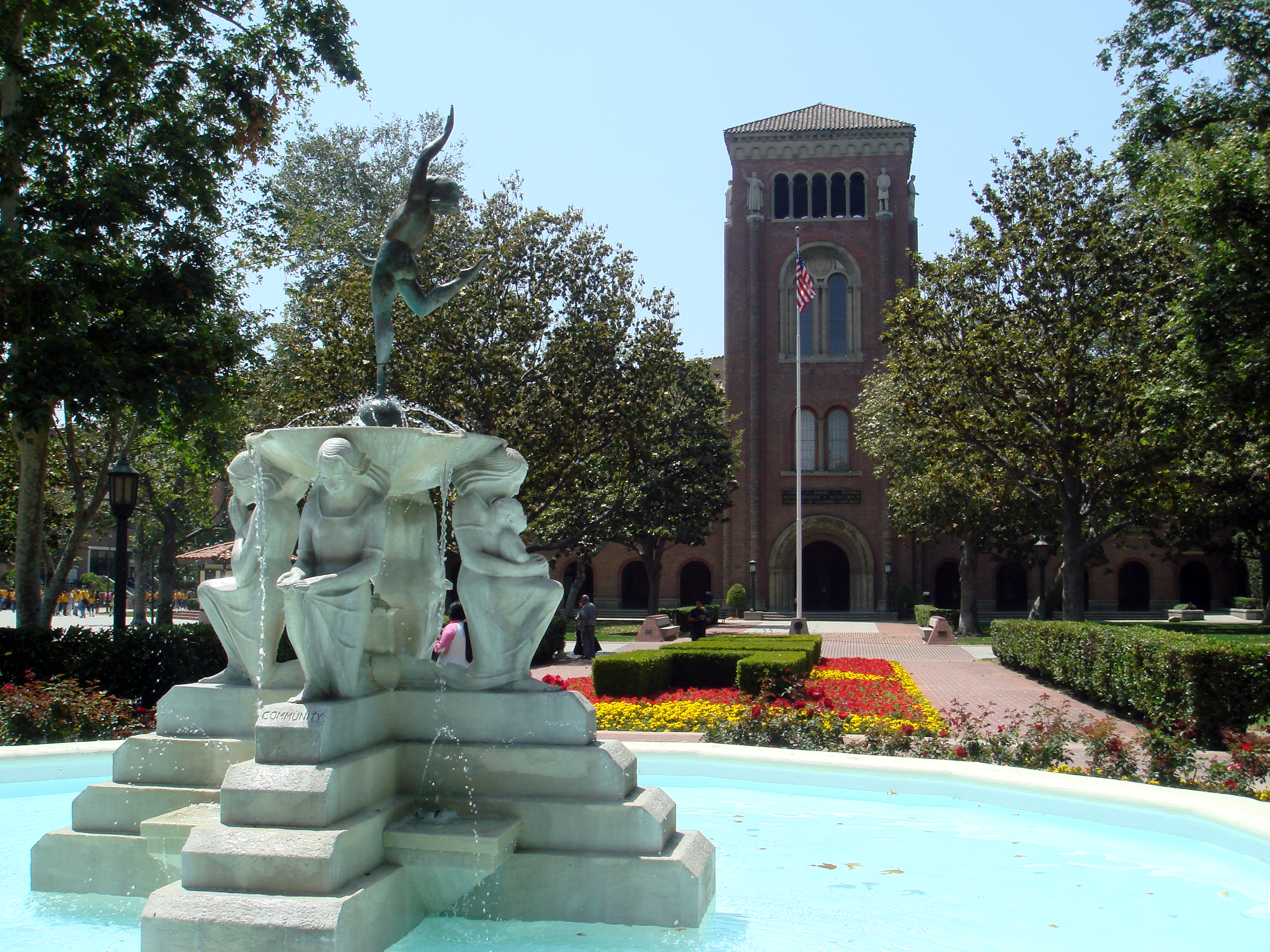